# Tanz der Teufel (Franchise)
Tanz der Teufel, auch bekannt unter dem Originaltitel (The) Evil Dead, ist ein US-amerikanisches Horror-Comedy-Franchise, das von Sam Raimi geschaffen wurde. Es besteht aus den Filmen Tanz der Teufel (1981), Tanz der Teufel II – Jetzt wird noch mehr getanzt (1987), Armee der Finsternis (1992), Evil Dead (2013), Evil Dead Rise (2023) und der Fernsehserie Ash vs Evil Dead (2015–2018).

## Filme
| Titel                                             | Veröffentlichung (DE) | Regie            | Drehbuch                    | Produktion                            |
| Originaltrilogie                                  | Originaltrilogie      | Originaltrilogie | Originaltrilogie            | Originaltrilogie                      |
| ------------------------------------------------- | --------------------- | ---------------- | --------------------------- | ------------------------------------- |
| Tanz der Teufel                                   | 10. Februar 1984      | Sam Raimi        | Sam Raimi                   | Irvin Shapiro, Rob Tapert             |
| Tanz der Teufel II – Jetzt wird noch mehr getanzt | 28. Januar 1988       | Sam Raimi        | Sam Raimi, Scott Spiegel    | Rob Tapert                            |
| Armee der Finsternis                              | 22. April 1993        | Sam Raimi        | Sam, Ivan Raimi             | Rob Tapert                            |
| Einzelfilme                                       |                       |                  |                             |                                       |
| Evil Dead                                         | 16. Mai 2013          | Fede Álvarez     | Fede Álvarez, Rodo Sayagues | Bruce Campbell, Sam Raimi, Rob Tapert |
| Evil Dead Rise                                    | 27. April 2023        | Lee Cronin       | Lee Cronin                  | Rob Tapert                            |

### Zukunft
Weitere Ash-Filme
Im März 2023 bekundete Sam Raimi Interesse an der Entwicklung mehrerer Fortsetzungen, wobei Bruce Campbell seine Rolle als Ash Williams erneut übernehmen würde und äußerte gleichzeitig seine Hoffnung auf zukünftige Entwicklungen, darunter auch mit Mia Allen aus Evil Dead (2013). Später im Monat gab Campbell bekannt, dass er nach positiven Erfahrungen als Produzent bei Evil Dead Rise erwägen würde, seine Hauptrolle in einem zukünftigen Film zu wiederholen, falls Raimi als Regisseur zurückkehren würde und damit seinen vorherigen Rücktritt rückgängig machen würde.
Fortsetzungen von Evil Dead Rise
Im April desselben Jahres erklärte Regisseur und Drehbuchautor Lee Cronin, dass er Ideen für eine Reihe zukünftiger Evil Dead-Filme habe, die als direkte Fortsetzungen von Evil Dead Rise dienen würden und die er hoffentlich verwirklicht sehen werde. Im selben Monat gab Campbell bekannt, dass Sam und Ivan Raimi gemeinsam eine Bibel schreiben würden, um die Zukunft des Franchise zu planen. Darin heißt es, dass die Folgefilme dem Gesamtkonzept folgen werden, wobei die aktuellen Pläne die Veröffentlichung eines neuen Films im Franchise „alle paar Jahre“ vorsehen, im Gegensatz zum jüngsten Zyklus von zehn Jahren.
Ableger
Im Februar 2024 wurde bekannt gegeben, dass derzeit ein Ableger in Entwicklung ist. Sébastien Vaniček wird Regie führen und gemeinsam mit Florent Bernard das Drehbuch schreiben.
Zudem wurde im April 2024 ein weiterer Ableger mit Francis Galluppi als Regisseur und Drehbuchautor angekündigt. Sam Raimi und Robert Tapert werden die beiden Filme zusammen mit Ghost House Pictures produzieren.

## Handlungen

### Tanz der Teufel
Die fünf jungen Erwachsenen Ashley, Cheryl, Linda, Scotty und Shelly machen Urlaub in einer Waldhütte in Tennessee. Als die 5 beim Essen Geräusche aus dem Keller bemerken, geht Scotty in den Keller, um nachzusehen, was dort vor sich geht. Daraufhin folgt Ash ihm, die beiden finden das dämonische Buch Necronomicon und ein Tonbandgerät. Als die Freunde sich schlafen legen, hören sie angsteinflößende Stimmen von draußen. Darauf geht Cheryl in einem weißen Mantel alleine in den Wald und wird von einem Baum vergewaltigt. Nachdem sie sich befreien konnte, rennt sie schreiend in die Hütte zurück und bittet Ash, sie in die nächstgelegene Stadt zu fahren. Als die beiden mit dem Auto den Wald verlassen wollen, bemerken sie, dass die Brücke eingestürzt ist. Das Duo kehrt enttäuscht zur Hütte zurück. Zur Beruhigung der Situation spielen drei der fünf Freunde in der Hütte Karten, während Cheryl aus dem Fenster guckt. Plötzlich wendet sie ihr verändertes dämonisches Gesicht der Gruppe zu, während eine beängstigende Stimme den Freunden den Tod androht. Als Ash seiner Schwester Cheryl aufhelfen will, rammt sie Linda einen Stift in den rechten Fuß. Scotty greift Cheryl daraufhin mit einer Axt an, stößt sie in den Keller und verschließt die Klappe. Als alle Freunde von Ash vom Teufel befallen sind, muss er um sein Leben kämpfen. Nach einem längeren, brutalen Handgemenge mit den dämonischen Inkarnationen wirft Ash das Necronomicon, dessen furchterregende Fratze vorne im Menschenhauteinband kurzzeitig zu leben beginnt, in die Flammen des Kamins und kann dadurch den Bann der Dämonen brechen. Mit der Halskette seiner toten Freundin in der Hand verlässt er die Hütte und begibt sich ins Freie, wo bereits die Morgensonne am Horizont aufgeht. Plötzlich stürmt eine körperlose Macht auf den schreienden Ash zu – mit ungewissem Ausgang.

## Kurzfilm
| Titel            | Veröffentlichung (USA) | Regie     | Drehbuch  | Produktion |
| ---------------- | ---------------------- | --------- | --------- | ---------- |
| Within the Woods | 30. Oktober 1978       | Sam Raimi | Sam Raimi | Rip Tapert |

## Fernsehserie
| Titel            | Staffel | Episoden | Premiere (Deutschland) | Finale            |
| ---------------- | ------- | -------- | ---------------------- | ----------------- |
| Ash vs Evil Dead | 1       | 10       | 1. September 2016      | 1. September 2016 |
| Ash vs Evil Dead | 2       | 10       | 3. Oktober 2016        | 12. Dezember 2016 |
| Ash vs Evil Dead | 3       | 10       | 26. Februar 2018       | 30. April 2018    |

## Besetzung und Synchronisation
| Rolle                 | Film               | Film                         | Film                 | Film                           | Film                       | Serie                  | Synchronisation                                                     |
| Rolle                 | Tanz der Teufel    | Tanz der Teufel II           | Armee der Finsternis | Evil Dead                      | Evil Dead Rise             | Ash vs Evil Dead       | Synchronisation                                                     |
| --------------------- | ------------------ | ---------------------------- | -------------------- | ------------------------------ | -------------------------- | ---------------------- | ------------------------------------------------------------------- |
| Ashley „Ash“ Williams | Bruce Campbell     | Bruce Campbell               | Bruce Campbell       | Cameo                          |                            | Bruce Campbell         | Ekkehardt Belle Christian Tramitz 1 Ronald Nitschke 2 Jan Spitzer 3 |
| Linda                 | Betsy Baker        | Denise Bixler                | Bridget Fonda        |                                |                            | Rebekkah Farrell       | Eva Kinsky Anita Hopt 3                                             |
| Cheryl Williams       | Ellen Sandweiss    |                              |                      |                                | Cameo                      | Cameo                  | Viola Böhmelt                                                       |
| Raymond Knowby        | Bob Dorian         | John Peaks                   |                      |                                | Cameo                      | Nicholas Hope          | Christoph Lindert Norbert Gastell 1 Axel Lutter 3                   |
| Scott                 | Richard DeManincor |                              | Michael Ande         |                                |                            |                        |                                                                     |
| Shelly                | Theresa Tilly      |                              | Manuela Renard       |                                |                            |                        |                                                                     |
| Annie Knowby          |                    | Sarah Berry                  |                      | Katrin Fröhlich                |                            |                        |                                                                     |
| Jake                  |                    | Dan Hicks                    |                      | Leon Rainer                    |                            |                        |                                                                     |
| Bobby Joe             |                    | Kassie DePaiva               |                      | N/A                            |                            |                        |                                                                     |
| Prof. Ed Getley       |                    | Richard Domeier              |                      | Gudo Hoegel                    |                            |                        |                                                                     |
| Henrietta Knowby      |                    | Lou HancockTed Raimi (Dämon) |                      | Alison QuiganTed Raimi (Dämon) | Haide Lorenz Luise Lunow 3 |                        |                                                                     |
| Sheila                |                    |                              | Embeth Davidtz       |                                | Ute Brankatsch             |                        |                                                                     |
| Lord Arthur           |                    |                              | Marcus Gilbert       |                                | Torsten Michaelis          |                        |                                                                     |
| Wiseman               |                    |                              | Ian Abercrombie      |                                | Gerry Wolff                |                        |                                                                     |
| Henry der Rote        |                    |                              | Richard Grove        |                                | Wolfgang Kühne             |                        |                                                                     |
| Mia Allen             |                    |                              |                      | Jane Levy                      |                            | Julia Meynen           |                                                                     |
| Abomination Mia       |                    |                              |                      | Randal Wilson                  |                            | N/A                    |                                                                     |
| David Allen           |                    |                              |                      | Shiloh Fernandez               |                            | Nicola Devico Mamone   |                                                                     |
| Eric                  |                    |                              |                      | Lou Taylor Pucci               |                            | Leonhard Mahlich       |                                                                     |
| Olivia                |                    |                              |                      | Jessica Lucas                  |                            | Maria Koschny          |                                                                     |
| Natalie               |                    |                              |                      | Elizabeth Blackmore            |                            | Nicole Hannak          |                                                                     |
| Ellie                 |                    |                              |                      |                                | Alyssa Sutherland          |                        | Natascha Geisler                                                    |
| Beth                  |                    |                              |                      |                                | Lily Sullivan              |                        | Nurcan Özdemir                                                      |
| Bridget               |                    |                              |                      |                                | Gabrielle Echols           |                        | Derya Flechtner                                                     |
| Danny                 |                    |                              |                      |                                | Morgan Davies              |                        | Paul-Lino Krenz                                                     |
| Kassie                |                    |                              |                      |                                | Nell Fisher                |                        | N/A                                                                 |
| Pablo Simon Bolivar   |                    |                              |                      |                                |                            | Ray Santiago           | Fabian Oscar Wien                                                   |
| Kelly Maxwell         |                    |                              |                      |                                |                            | Dana DeLorenzo         | Maja Maneiro                                                        |
| Ruby Knowby           |                    |                              |                      |                                |                            | Lucy Lawless           | Susanne von Medvey                                                  |
| Amanda Fisher         |                    |                              |                      |                                |                            | Jill Marie Jones       | Svantje Wascher                                                     |
| Heather               |                    |                              |                      |                                |                            | Samara Weaving         | N/A                                                                 |
| El Brujo              |                    |                              |                      |                                |                            | Hemky Madera           | N/A                                                                 |
| Linda B. Emery        |                    |                              |                      |                                |                            | Michelle Hurd          | N/A                                                                 |
| Chet Kaminski         |                    |                              |                      |                                |                            | Ted Raimi              | Bernhard Völger                                                     |
| Brock Williams        |                    |                              |                      |                                |                            | Lee Majors             | Bert Franzke                                                        |
| Baal                  |                    |                              |                      |                                |                            | Joel Tobeck            | Peter Flechtner                                                     |
| Lacey Emery           |                    |                              |                      |                                |                            | Pepi Sonuga            | N/A                                                                 |
| Sheriff Thomas Every  |                    |                              |                      |                                |                            | Stephen Lovatt         | Uwe Büschken                                                        |
| Tanya                 |                    |                              |                      |                                |                            | Sara West              | N/A                                                                 |
| Brandy Barr           |                    |                              |                      |                                |                            | Arielle Carver-O'Neill | Olivia Büschken                                                     |
| Dalton                |                    |                              |                      |                                |                            | Lindsay Farris         | N/A                                                                 |

## Rezeption

### Einspielergebnisse
In der Liste der erfolgreichsten Horrorfilmreihen befindet sich die Filmreihe mit einem Gesamteinspielergebnis von 301,1 Millionen US-Dollar auf dem 22. Platz (Stand: 6. September 2023).
| Film                                              | Einspielergebnisse in US-Dollar | Einspielergebnisse in US-Dollar | Einspielergebnisse in US-Dollar | Budget      |
| Film                                              | Nordamerika                     | Deutschland                     | Weltweit                        | Budget      |
| ------------------------------------------------- | ------------------------------- | ------------------------------- | ------------------------------- | ----------- |
| Tanz der Teufel                                   | 2.400.000                       | N/A                             | 29.400.000                      | 0,375 Mio.  |
| Tanz der Teufel II – Jetzt wird noch mehr getanzt | 5.923.044                       | N/A                             | N/A                             | 3,5 Mio.    |
| Armee der Finsternis                              | 11.502.976                      | N/A                             | 21.502.976                      | 11 Mio.     |
| Evil Dead                                         | 54.239.856                      | 6.535.430                       | 99.041.947                      | 17 Mio.     |
| Evil Dead Rise                                    | 67.233.054                      | 3.815.697                       | 146.017.671                     | 12 Mio.     |
| Gesamt:                                           | 168.298.930                     | 10.351.127 +                    | 301.858.249 +                   | 43,875 Mio. |

### Kritiken
Stand: 6. September 2023
| Titel                                             | Rotten Tomatoes     | Metacritic       | IMDb                      |
| ------------------------------------------------- | ------------------- | ---------------- | ------------------------- |
| Tanz der Teufel                                   | 85 % (81 Kritiken)  | 71 (11 Kritiken) | 7,4 (225.383 Bewertungen) |
| Tanz der Teufel II – Jetzt wird noch mehr getanzt | 88 % (83 Kritiken)  | 72 (18 Kritiken) | 7,7 (176.236 Bewertungen) |
| Armee der Finsternis                              | 68 % (87 Kritiken)  | 59 (32 Kritiken) | 7,4 (189.042 Bewertungen) |
| Ash vs. Evil Dead (Staffel 1)                     | 98 % (51 Kritiken)  | 75 (25 Kritiken) | 8,4 (78.011 Bewertungen)  |
| Ash vs. Evil Dead (Staffel 2)                     | 100 % (17 Kritiken) | 82 (5 Kritiken)  | 8,4 (78.011 Bewertungen)  |
| Ash vs. Evil Dead (Staffel 3)                     | 100 % (15 Kritiken) | 80 (2 Kritiken)  | 8,4 (78.011 Bewertungen)  |
| Evil Dead                                         | 63 % (206 Kritiken) | 57 (38 Kritiken) | 6,5 (191.065 Bewertungen) |
| Evil Dead Rise                                    | 84 % (228 Kritiken) | 69 (38 Kritiken) | 6,6 (110.477 Bewertungen) |

## Andere Medien

### Videospiele
Im Laufe der Zeit sind viele Videospiele zu den Filmen erschienen:
- The Evil Dead (1984) für Commodore 64 und ZX Spectrum
- Evil Dead: Hail to the King (2000) für PlayStation, Dreamcast und PC
- Evil Dead: A Fistfull of Boomstick (2003) für PlayStation 2 und Xbox
- Evil Dead Pinball (2003) für das Smartphone[24]
- Evil Dead: Regeneration (2005) für PlayStation 2, Xbox und PC
- Army of Darkness: Defense (2011) für iOS und Android
- Evil Dead: The Game (2011) für iOS
- Evil Dead: Endless Nightmare (2016) für iOS und Android
- Evil Dead: Virtual Nightmare (2018) für Oculus Go[25]
- Evil Dead: The Game (2022) für PlayStation 4 und 5, Xbox Series X/S, Xbox One, Nintendo Switch und PC

### Comics
Im Laufe der Zeit wurden mehrere Comics der Verlage Dark Horse Comics, Dynamite Entertainment und Space Goat Productions veröffentlicht.

### Musicals
Das Produktionsteam aus George Reinblatt, Christopher Bond und Frank Cipolla schuf eine Off-Broadway-Show mit dem Titel Evil Dead: The Musical, welches auf der Filmreihe basiert. Das Musical wurde von Bond und Hinton Battle geleitet, die auch die Show choreographierten. Ryan Ward spielte die Rolle von Ash. Anknüpfend an die Midnight-Movie-Handlung einer Gruppe von Freunden, die eine bewaldete Hütte besuchen und das Böse entfesseln, begannen die Vorstellungen Freitags und Samstags erst um 23 Uhr. Die Vorpremieren begannen am 1. Oktober und die Show wurde am 1. November in den New World Stages eröffnet. Am 31. Januar 2007 wurde bekannt gegeben, dass Evil Dead: The Musical’s New Yorker Produktion bei New World Stages am 17. Februar 2007 endete. Die Produzenten aus Toronto kündigten eine neue Produktion der Show mit Ryan Ward im Diesel Playhouse an. Die neue Produktion begann am 1. Mai 2007 und endete am 8. September 2007, sie gewann den Dora Audience Choice Award und wurde vom Toronto Star gelobt.
2017 hat der englische Komiker Rob Kemp die Bühnenshow The Elvis Dead kreiert und aufgeführt, eine Nacherzählung von Tanz der Teufel II im Stil von Elvis Presley.

### Andere Filme
Hier sind alle Filme gelistet, die auf dem beliebten Franchise basieren:
- My Name Is Bruce (2007)
- Cabin of the Dead (2012)
- Evil Head (2012, Porno-Parodie)
- Hail to the Deadites (2020, Dokumentation)
- La Casa-Filmreihe (italienische Horrorfilm-Fortsetzungen der Tanz der Teufel-Trilogie)